# 遺言の方式の準拠法に関する法律
遺言の方式の準拠法に関する法律（いごんのほうしきのじゅんきょほうにかんするほうりつ、昭和39年6月10日法律第100号）は、要式行為である遺言について、その形式的成立要件すなわち方式の準拠法に関する日本の法律である。略して遺言方式準拠法。
国際私法の統一を目的とする機関であるハーグ国際私法会議による遺言の方式に関する法律の抵触に関する条約（1961年10月5日発効）を、1964年6月3日に日本が批准したことに伴い制定されたものである。遺言を方式上なるべく有効にしようとする立場に立脚し制定されている。

## 送致範囲

### 原則
遺言に関する問題の取扱いについては、遺言の内容の問題と、遺言の成立及び効力の問題が区別されるが、本法は、後者の問題（遺言の成立及び効力）のうち、遺言の形式的要件すなわち方式を対象とする（第1条）。例えば、方式の種別の問題（自筆証書遺言、公正証書遺言など）、遺言書の字句の訂正の方法、遺言書への署名などが対象となる。
ただし、遺言の方式に関するものか否かという問題、すなわち性質決定につき疑義が生じることを防止するため、以下の事項についても方式に含まれることが明記されている。

### 共同遺言
同一の遺言証書で2名以上の者が遺言すること（共同遺言）については、効力に疑義が生じることから、日本も含め特別に規定を設けたうえで禁止する法制があるため、共同遺言の方式についても本法の適用がある旨注意的に規定が置かれている（第4条）。

### 人的資格による遺言の方式の制限
「遺言者の年齢、国籍その他の人的資格による遺言の方式の制限は、方式の範囲に属するものと」して、本法の対象になることを規定している（第5条前段）。
人的資格によって遺言の方式を制限する制度は日本には存在しないが、法域によってはそのような制度が存在する場合がある。例えば、スペインでは、未成年者による秘密証書遺言や自筆証書遺言は禁止されている。また、オランダでは、オランダ人が外国で遺言をする場合は公正証書遺言によらなければならないとされている。このような制度について、遺言の方式と性質決定されるか否か見解が分かれうることから、性質決定に関して統一的な扱いをするために規定が置かれたものである。
なお、自ら有効に遺言をなしうる能力があるか否かの問題すなわち遺言能力の問題は、本法の対象ではなく、法の適用に関する通則法第37条1項により、遺言成立時における遺言者の本国法による。

### 証人資格
遺言が遺言者の真意に基づくことを保証するため、遺言の有効要件として遺言時の証人の立会いが要求されることがあるが、その証人となりうる資格についても、方式の範囲に属するものとしている（第5条後段）。

## 準拠法
遺言の方式の準拠法として指定される法は以下のとおり、次の法のいずれかに適合すれば方式に関して有効としており、準拠法の連結方法について選択的連結が採用されている（第2条）。
- 行為地法
- 遺言者が遺言の成立または死亡の当時、国籍を有した国の法（本国法）
- 遺言者が遺言の成立または死亡の当時、住所を有した地の法（住所地法）
- 遺言者が遺言の成立または死亡の当時、 常居所を有した地の法（常居所地法）
- 不動産に関する遺言について、その不動産の所在地法

これは、このような選択的連結を採用したのは、遺言を方式の上でできるだけ有効にするために、遺言と何らかの合理的な関連がある法域の法をほとんど取り入れたことによる。
これに加え、遺言を撤回する旨の遺言（法文上は「遺言を取り消す遺言」）の方式については、従前の遺言を有効とする法のいずれかに適合する場合も、方式に関して有効とされる（第3条）。
なお、本国法の決定に関し、遺言者の国籍が地域的不統一国に属する場合についての間接指定説を前提とした規定（第6条）、住所地の決定に関し、国際私法独自に住所概念を定めることをせず、領土法説を採用する旨の規定（第7条第1項）などがある。

## 法の適用に関する通則法との関係
本法により送致される法律関係は、遺言の方式に関するものであり、方式以外の遺言の成立要件については、法の適用に関する通則法第37条による。
また、通則法第43条第2項は、遺言の方式については、同法第38条第2項本文（無国籍者の本国法に関する規定）、第39条本文（常居所地が知れない場合の規定）、第40条（人的不統一国法に関する規定）を除き、同法第3章「準拠法に関する通則」の規定は適用されない旨の規定を置いているが、これは以下の意味を有する。
- 遺言者が重国籍者の場合の本国法の決定について、一つの法に決める（通則法第38条第1項）ことをせず、複数の本国法を並列的に準拠法とする。
- 遺言者の本国法が準拠法になる場合につき、反致の成立（通則法第41条）の成立を認めない。
- 本法に同種の規定（第6条、第8条）があることによる、通則法第38条第3項（地域的不統一国の本国法）及び第42条（公序）の適用除外[2]